# TV Markíza
Televízia Markíza è un'emittente televisiva slovacca lanciata il 31 agosto 1996. Il canale è stato fondato da dall'imprenditore Pavol Rusko, divenuto poi ministro dell'economia dal 2003 al 2005, e ora fa parte della Central European Media Enterprises (CME). Gestisce anche i canali televisivi Doma (dal 2009), Dajto (dal 2012), Markíza International (dal 2016), Markíza KRIMI (dal 2022) e Markíza Klasik (dal 2024).

## Descrizione
TV Markíza ha costruito la sua strategia di programmazione attorno all'intrattenimento per famiglie per riflettere la cultura slovacca.  Raggiungendo oltre il 92% delle famiglie slovacche, TV Markíza è il leader indiscusso nel panorama televisivo nazionale.
Trasmettendo 24 ore al giorno, TV Markíza è il canale televisivo di punta che comprende tutti i generi televisivi. La struttura del suo programma è composta da prodotti premium come gli spettacoli prodotti localmente di TV Markíza che sono popolari.
Oltre alle sue notizie di alta qualità e ai programmi locali, TV Markíza si è assicurata i diritti di trasmissione esclusivi per una varietà di film e serie statunitensi ed europei prodotti dai principali studi internazionali tra cui Warner Bros., Sony Pictures, NBCUniversal e ViacomCBS.
L'archivio video gratuito Markíza Plus offre serie e programmi popolari per un periodo di tempo limitato dopo la loro trasmissione, oltre a un'ampia gamma di contenuti bonus esclusivi. L'attraente programmazione di TV Markíza è disponibile anche attraverso il più popolare servizio di streaming slovacco Voyo, applicazioni mobili e HbbTV.
Il Direttore Generale delle operazioni di CME in Slovacchia è stato Matthias Settele.